# Steven Rosenberg
Steven A. Rosenberg (né le 2 août 1940) est un chercheur et chirurgien américain spécialisé dans le cancer, chef de chirurgie au National Cancer Institute de Bethesda, Maryland et professeur de chirurgie à l'Uniformed Services University of Health Sciences et à la George Washington University School of Medicine and Health Sciences. Il est le pionnier du développement de l'immunothérapie qui aboutit aux premières immunothérapies efficaces et au développement de la thérapie génique. Il est le premier chercheur à avoir réussi à insérer des gènes étrangers chez l'homme.

## Jeunesse
Rosenberg est né en 1940, dans le Bronx, le plus jeune des trois enfants d'immigrants juifs de Pologne, qui possèdent une cafétéria. Il rencontre sa future épouse, Alice O'Connell, lors de sa résidence à l'hôpital Peter Bent Brigham de Boston, qui est l'infirmière en chef à l'époque. Ils se marient en 1968 et ont trois filles.

## Éducation
Rosenberg est diplômé de la Bronx High School of Science. Il obtient son baccalauréat (biologie, 1961) et son doctorat en médecine (1964) à l'Université Johns-Hopkins. Il effectue un stage et une résidence en chirurgie à l'hôpital Peter Bent Brigham, qu'il termine en 1974. Au cours de sa résidence, il obtient également un doctorat en biophysique de l'Université Harvard avec une thèse intitulée Les protéines des membranes érythrocytaires humaines (en 1968/1969). Après avoir terminé sa résidence en chirurgie, il devient chef de la chirurgie à l'Institut national du cancer, poste qu'il occupe toujours. Ses recherches  portent sur l’immunothérapie du cancer.

## Recherches
On lui attribue le développement de l'utilisation de l'IL-2 et des cellules immunitaires pour le traitement des patients atteints de mélanome dans une procédure appelée transfert cellulaire adoptif. Il montre que l’expansion des cellules immunitaires (connues sous le nom de lymphocytes infiltrant les tumeurs) en laboratoire peut être utilisée pour traiter les patients atteints de mélanome et publie deux études importantes décrivant leur utilisation. La première étude, réalisée en 2002, démontre que certains patients atteints de mélanome avancé peuvent être traités jusqu'à une rémission complète grâce à une combinaison de chimiothérapie, de cellules immunitaires et de doses élevées d'IL-2. La deuxième, en 2006, démontre que le récepteur des cellules T peut être transféré aux cellules immunitaires et, en combinaison avec la chimiothérapie et des doses élevées d'IL-2, peut être utilisé pour traiter les patients atteints de mélanome. Bien que ce soit la première fois que le récepteur des cellules T est utilisé pour la thérapie génique, ce n’est pas la première fois que la thérapie génique est utilisée dans le cancer. Les cellules tumorales modifiées avec un gène pour des facteurs de croissance immunitaire tels que le GM-CSF ont été utilisées de nombreuses années auparavant et continuent de l'être, bien que l'efficacité des lignées tumorales modifiées par le GM-CSF en tant que vaccin contre le cancer reste modeste. Il y a un débat quant au rôle des cellules T dans le traitement du cancer dans ces études, car il est également démontré que l’IL-2 à haute dose et la chimiothérapie avaient des propriétés anticancéreuses. Néanmoins, la combinaison de chimiothérapie, de lymphocytes T et d’IL-2 à haute dose s’avère efficace même chez les patients qui avaient précédemment échoué au traitement à l’IL-2 à haute dose.

## Prix et distinctions
- Prix Golden Plate 1992 de l'American Academy of Achievement[7]
- Prix William B. Coley 2011 pour la recherche remarquable en immunologie tumorale de l' Institut de recherche sur le cancer
- Prix de médecine de l'université Keiō 2013
- Médaille d'honneur 2015 de l'American Cancer Society
- Prix 2018 du Centre médical d'Albany en médecine et recherche biomédicale[8]
- Prix Edogawa NICHE 2019[9]
- Prix Szent-Györgyi 2019 pour les progrès de la recherche sur le cancer[10]
- Prix Dan-David 2021
- Prix international 2022 de la Fondation Pezcoller-AACR
- Lauréats du prix Clarivate Citation 2023[11]
- Médaille nationale de la technologie et de l'innovation 2023[12]